# William Lampe
William Lampe, scritto anche William Lamb o William C. Lampe (fl. XX secolo), è stato un attore statunitense del cinema muto.

## Biografia
Lampe è conosciuto principalmente per i suoi ruoli da protagonista in Drifting (1911), The New Clerk (1912), The Simple Life e Love and War (1912). In seguito apparve in film di un certo spessore, come Comrade John, Should a Wife Forgive? (entrambi del 1915) e Glory (1917), interpretando però ruoli minori. Terminò la sua carriera nel 1918 con il film drammatico Moral Suicide. Era stato sposato con l'attrice Edith Reeves.

## Filmografia
- Helping Him Out, regia di Joseph A. Golden - cortometraggio (1911)
- Drifting - cortometraggio (1911)
- The New Clerk (1912)
- Thorns of Success, regia di Robert Goodman (1912)
- The Simple Life (1912)
- Love and War (1912)
- Comrade John, regia di Bertram Bracken (1915)
- Should a Wife Forgive?, regia di Henry King (1915)
- A Gentleman's Agreement (1915)
- Saints and Sinners, regia di James Kirkwood (1916)
- Glory, regia di Francis J. Grandon e Burton L. King (1917)
- The Painted Madonna, regia di Oscar A.C. Lund (1917)
- The Skylight Room, regia di Martin Justice (1917)
- Suicidio morale (Moral Suicide), regia di Ivan Abramson (1918)